# 192 (عدد)
192 هو عدد صحيح. طبيعي بين 191 و193

## في الرياضيات

### خصائص
- 192عدد زوجي
- 192عدد زائد
- 192 عدد مضلعي (65 أضلاع-...)